# Hyundai Excel
El Hyundai Excel (del coreano: 현대 엑셀), o también conocido en algunos mercados como el Hyundai Pony, Hyundai Presto o el Mitsubishi Precis para el mercado japonés, fue un coche de tracción delantera que por primera vez era hecho totalmente por Hyundai. El Hyundai Excel se produjo entre 1988 hasta 1995 . La gama de modelos del Excel reemplazó el modelo precedente de la Hyundai de tracción trasera, el Hyundai Pony; pero el Excel se vendió bajo el nombre de Pony en algunos mercados, y así cualquier Hyundai Pony de tracción delantera es en realidad un Excel.

## Nombres
En algunos mercados, como el de Europa; el Excel era denominado Hyundai Pony, aunque no estaba directamente relacionado con el primer auto de pasajeros de la Hyundai, que contaba con tracción trasera, y hecho en la década de 1980. La versión sedán del modelo X1 era conocido como el Hyundai Presto en Corea del Sur.
El Excel también fue vendido en los Estados Unidos por Mitsubishi Motors desde 1987 hasta 1994 con la insignia de Mitsubishi y remarcado como "Mitsubishi Precis". En dicho coche se apreciaba la influencia de la ingeniería de Mitsubishi en los primeros modelos Hyundai. En sí estuvo disponible como un hatchback de 3 y 5 puertas, las versiones marcadas como Precis mantuvieron a la Mitsubishi como un "líder de los precios bajos", estando su coste por debajo de la gama de los Mirage, hasta que su producción se interrumpió en 1992.

## Historia
El Hyundai Excel estuvo disponible en versiones hatchback y 4 puertas. Originalmente, el Excel debería de ser reemplazado por el Elantra en 1990, pero este terminó siendo vendido junto a este por cuatro temporadas más, hasta ser reemplazado por el Accent en 1994. El Excel fue el primer coche de Hyundai exportado a los Estados Unidos. A partir de 1990, hubo una variante coupé llamada Hyundai Scoupe, la que luego fue sustituida por el Hyundai Coupe desde 1996. El Hyundai Excel estuvo disponible con caja tanto manual como automática, acopladas a una transmisión directamente unida al motor, de 4 cilindros; alimentado por un sistema de carburador; el que luego fue reemplazado por un sistema de inyección, esto ya dependiendo del año del modelo y del mercado en el que fuera comercializado.

### Primera generación (X1: 1985 - 1988)
El Excel se introdujo como un reemplazo para el Hyundai Pony. En los Estados Unidos fue el primer y único modelo de coche compacto de la compañía, pero gracias a un precio de US$ 4.995 llegó a ser votado como el "Mejor Producto Nº 10" calificado por la revista Fortune, y que llegó a establecer varios récords para la importación de coches con un periodo de un año de salida al mercado, y su venta llegó a ser hasta de 168.882 unidades; lo que le ayuda bastante en el empuje a la producción, bastante acumulada; en las existencias de la compañía, las que llegaron hasta más allá del millón en 1986. Su éxito en número de ventas se sucede en varias locaciones de forma similar y se siguió repitiendo hasta en Australia, donde tenía un precio de A$ 9.990. Las ventas cayeron pronto cuando se empezaron a denotar serios y hasta graves problemas de calidad con el coche.
Frente a estos problemas, Hyundai saco en Norteamérica, la edición Hightower, como parte del último lote de producción, limitado únicamente al modelo 88, el cual contaba con la carrocería 3 puertas del modelo GL, pero el motor era ensamblado por Mitsubishi, instalándose el motor 4GAJ denominado para Hyundai y 4G15 denominado para Mitsubishi, compartiendo muchas de sus partes, también haciéndolo compatible con otros fabricantes japoneses, mecánicamente tenía otros cambios como una caja mecánica de 4 marchas (en vez de 5 del GLS) y con relaciones de engranaje más cortos dando una mejor sensación de manejo, contaba con crucetas en vez de la junta homocinética (este tenía muchos problemas de durabilidad) y una suspensión totalmente independiente en los 4 neumáticos. Se comercializó como una versión deportiva, pero sin cambios significativo en la potencia (se dice que llevaba entre 85 a 96 hp), solo se varía de su poco peso y una caja mecánica con relaciones más cortas que mejoraron la sensación de manejo. El interior trajo cambios como tapizado en cuero, tanto en los paneles como los asientos y el piso tapizado en piel de camello, y los plásticos de su interior tuvo un tratamiento para tratar de maximizar su durabilidad. Muchos de estos no fueron tomados en cuenta, se cree que en Norteamérica se vendieron cerca de 3000 unidades y de esta versión solo sobrevivan menos de 100, según un estudio muchos fueron importados a Latinoamérica y quizás solo exista menos de 1 docena en circulación a la fecha. Al momento de la edición del artículo solo se encuentra un video de la versión Hightower de un entusiasta que tiene está versión en Latinoamérica casi totalmente original, como se vendió en aquellos años y no se tiene rastro donde se encuentra actualmente.

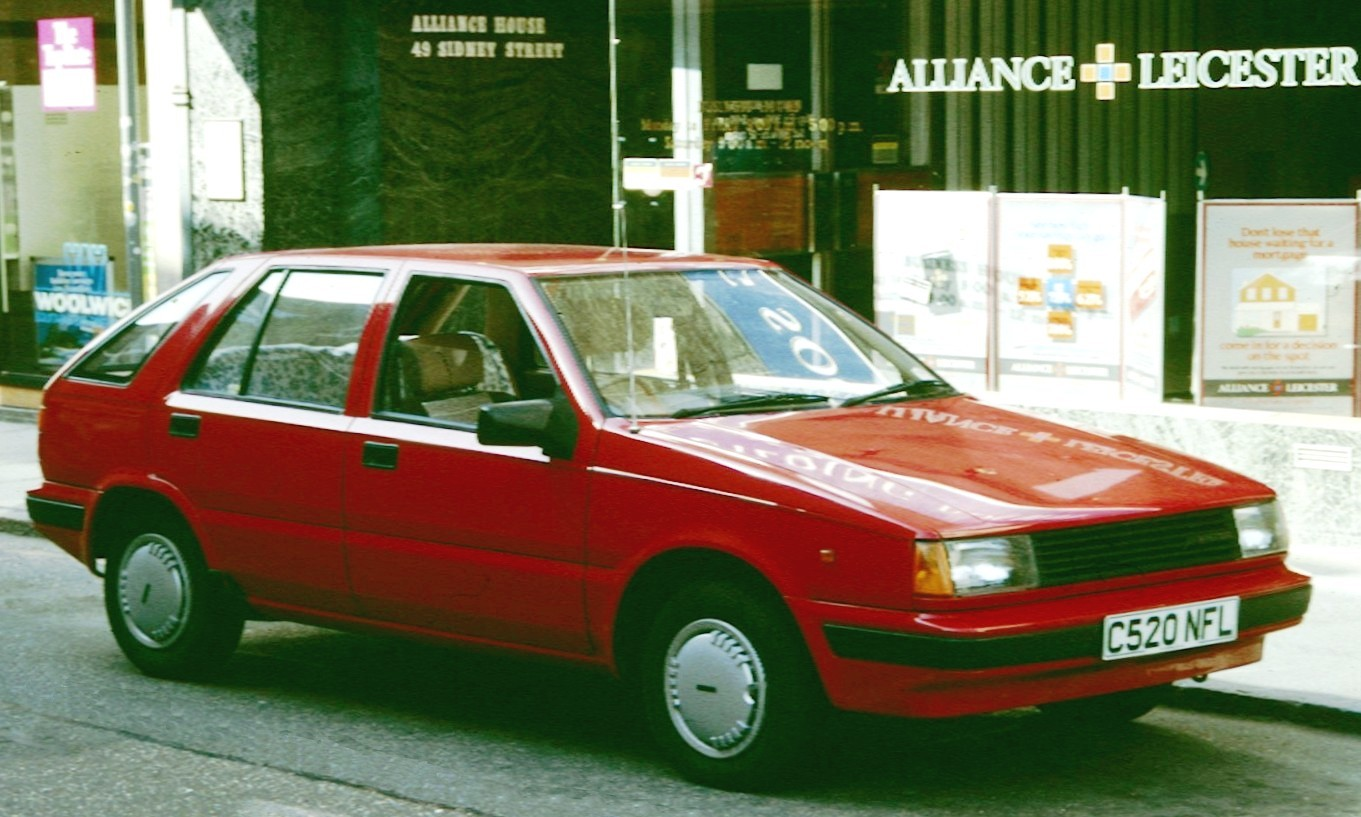
Hyundai Excel de 5 puertas (modelos 1985-1987), de la variante vendida en Europa.

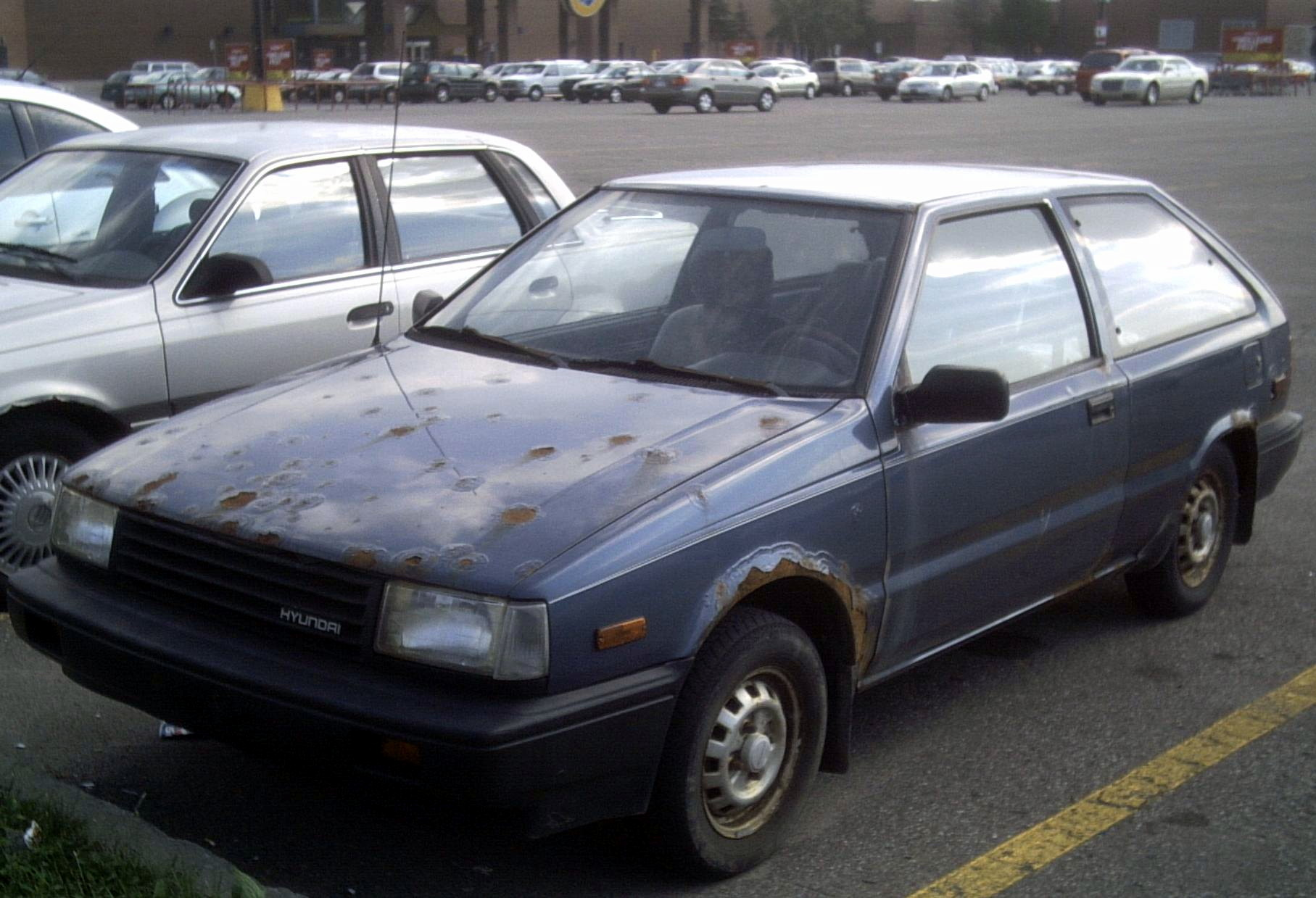
Hyundai Excel (1988-89), de 3 puertas; de la variante vendida en Canadá.

Las versiones disponibles de esta variante fueron:
Las versiones disponibles de esta variante fueron:
- Norteamérica

- 1,5 de base
- 1.5 GL
- 1.5 GLS (5-puerta y sólo 4 puertas)
- 1.5 GS (3 puertas solamente)
- 1.5 HIGHTOWER (catalogado como coupé 3 puertas o deportivo por la concesionaria, al algunos estados como última edición del año de producción)

- Australia

- 1,5 L
- 1.5 GL
- 1.5 GLS
- 1,5 GT

- Reino Unido

- 1300 L / Soneto
- 1300 GLS
- 1500 GL
- 1500 GLS

### Segunda generación (X2: 1990 - 1994)
Al Excel de segunda generación se le hizo un rediseño en su cara y un retoque con el que le fue ligeramente ampliadas sus dimensiones, y a partir de 1989; eso si, a su motor le serían adaptadas múltiples sistemas, como uno de inyección de combustible multipunto, y una caja de cambios de 4 velocidades con sobre marcha. Fue vendido en los niveles de CX, CXL de equipamiento LX en Corea del Sur. El Rango de gamas de los modelos ofrecidos en Corea del Sur fue:
- 1,3 CX (3 puertas hatchback de 5 puertas hatchback, sedán de 4 puertas)
- 1.3 LX (3 puertas hatchback de 5 puertas hatchback, sedán de 4 puertas)
- 1,5 CX (3 puertas hatchback de 5 puertas hatchback, sedán de 4 puertas)
- 1.5 LX (5 puertas hatchback, sedán de 4 puertas)
- 1,5 CXL (5 puertas hatchback, sedán de 4 puertas).

El Excel se comercializó en Eurasia como el Hyundai Pony o X2 (X2 es el código de proyecto que representa a la segunda generación del Excel). En el Reino Unido y algunas partes de Europa las versiones disponibles son:
- 1.3 S (3 puertas hatchback de 5 puertas hatchback)
- 1,3 Sonnet (3 puertas hatchback) - 1,3 reemplazado modelo base S
- 1.3 LS (3-puertas hatchback de 5 puertas hatchback, sedán de 4 puertas)
- 1.5 GSi (5 puertas hatchback, sedán de 4 puertas)

Sin embargo, algunos mercados de Europa no consiguieron tener disponible la versión 1.3 y la serie de los modelos disponibles fue:
- 1,5 L (hatchback, 3 puertas)
- 1.5 LE (hatchback, 3 puertas)
- 1.5 GL (hatchback, 3 puertas y hatchback de 5 puertas)
- 1.5 LS (hatchback, de 3 puertas y 5 puertas, sedán de 4 puertas)
- 1,5 GS (hatchback, de 3 puertas y 5 puertas, sedán de 4 puertas)
- 1.5 GT (hatchback, de 3 puertas y 5 puertas, sedán de 4 puertas) No todos los mercados tuvieron esta versión a disposición.
- 1.5 GLS (hatchback, de 3 puertas y 5 puertas, sedán de 4 puertas)

Desde 1991, todas las versiones fueron marcadas como 1.5 y 1.5i para denotar que incluyeron en sus sistemas un módulo de inyección de combustible. Todos los modelos vendidos en Norteamérica tenían un motor de 1.5 litros con transmisión automática, y como una opción única; independiente del tipo de modelo. Esta línea estuvo disponible en los Estados Unidos en los concesionarios Hyundai y los modelos comercializados eran:
- Base (hatchback, de 3 puertas y sedán de 4 puertas)
- GL (hatchback, de 3 puertas y 5 puertas, sedán de 4 puertas; sólo en el año de 1990)
- GLS (hatchback, de 3 puertas y sedán de 4 puertas)
- GS (hatchback, 3 puertas)

El modelo de 5 puertas estuvo disponible, pero con pocas unidades importadas desde Corea del Sur; en Canadá por un período más largo y con una mayor variedad de piezas adicionales especiales. Su émulo japonés, el Mitsubishi Precis; llegó como un automóvil de 3 puertas solamente, eso si con los niveles de acabados equivalentes a los modelos de la serie de Hyundai base y a los del tipo GL.
- Desde 1992, el Hyundai Excel SE sedán (Norteamérica)
- Entre 1991-1994, el Hyundai Excel (X2) LS - Hatchback, de 5 puertas (Australia)
- Entre 1991-1994, el Hyundai Excel (X2) LS - Sedán (Australia)

El Mitsubishi Precis y este modelo, ambos con motores 1,3; de los mismos instalados en el Mitsubishi Colt, comparten a su vez hasta la caja de cambios. Hyundai lanzó el Excel en Tailandia a principios de los 90. Los modelos disponibles consistieron en la siguiente gama:
- 1.3 Base (Con caja de marchas manual y automática)
- 1.3 LS (manual y automática)
- 1.5 LS (Con caja de marchas manual)
- 1.5 GLS (Con caja de marchas manual y automática, con una versión de inyección de combustible, marcada como GLSi)

En Centro y Suramérica, el Hyundai Excel fue el modelo de reingreso de la marca Hyundai a dichos mercados, y tratando de recuperar este terreno perdido; hicieron fuertes campañas de publicidad para reingresar, lo que lograron con este coche tan fiable, ya que las pocas unidades de la primera generación eran desechadas dada su pésima calidad mecánica, lo que nunca sucedió con el Hyundai Pony, coche que le valió grandes ventas sobre todo en el servicio público de taxis en países como Chile, Colombia y Argentina. Los modelos disponibles en América del Sur y Central eran los siguientes autos:
- 1.3 S (3 puertas hatchback de 5 puertas hatchback)
- 1.3 LS (3-puertas hatchback de 5 puertas hatchback, sedán de 4 puertas)
- 1.5 GSi (5 puertas hatchback, sedán de 4 puertas)
- 1.5 LS (Con caja de marchas manual)
- 1.5 GLS (Con caja de marchas manual y automática, con una versión de inyección de combustible, marcada como GLSi)

## Descripción mecánica

### X1
| Modelo               | 1.3                                                                  | 1.5                                                                  |
| -------------------- | -------------------------------------------------------------------- | -------------------------------------------------------------------- |
| Batalla (mm)         | 3,985 (Variante de 5 puertas) 4,088 (Variantes de 3 y 5 puertas AMX) | 3,985 (Variante de 5 puertas) 4,088 (Variantes de 3 y 5 puertas AMX) |
| Anchura total (mm)   | 1,595 1,604 (Variantes de 3, 5 puertas hatchback y 5 puertas AMX)    | 1,595 1,604 (Variantes de 3, 5 puertas hatchback y 5 puertas AMX)    |
| 전고 (mm)            | 1,380                                                                | 1,380                                                                |
| 축거 (mm)            | 2,380                                                                | 2,380                                                                |
| 윤거 (전, mm)        | 1,375                                                                | 1,375                                                                |
| 윤거 (후, mm)        | 1,340                                                                | 1,340                                                                |
| 승차 정원            | 5명                                                                  | 5명                                                                  |
| 변속기               | 수동 4단                                                             | 수동 5단 자동 3단                                                    |
| 서스펜션 (전/후)     | 맥퍼슨 스트럿/트레일링 암                                            | 맥퍼슨 스트럿/트레일링 암                                            |
| 구동 형식            | 전륜 구동                                                            | 전륜 구동                                                            |
| 연료                 | 가솔린                                                               | 가솔린                                                               |
| 배기량 (cc)          | 1,298                                                                | 1,468                                                                |
| 최고 출력 (ps/rpm)   | 77/5,500                                                             | 87/5,500                                                             |
| 최대 토크 (kg*m/rpm) | 11.0/3,500                                                           | 12.5/3,500                                                           |
| 연비 (km/ℓ)          |                                                                      | 15.37(수동 5단)                                                      |

### X2
| Motorización         | 1.3                                         | 1.5                                         |
| -------------------- | ------------------------------------------- | ------------------------------------------- |
| 전장 (mm)            | 3,985(5도어) 4,088(3도어 스포티, 5도어 AMX) | 3,985(5도어) 4,088(3도어 스포티, 5도어 AMX) |
| 전폭 (mm)            | 1,595 1,604(3도어 스포티, 5도어 AMX)        | 1,595 1,604(3도어 스포티, 5도어 AMX)        |
| 전고 (mm)            | 1,380                                       | 1,380                                       |
| 축거 (mm)            | 2,380                                       | 2,380                                       |
| 윤거 (전, mm)        | 1,375                                       | 1,375                                       |
| 윤거 (후, mm)        | 1,340                                       | 1,340                                       |
| 승차 정원            | 5명                                         | 5명                                         |
| 변속기               | 수동 4단                                    | 수동 5단 자동 3단                           |
| 서스펜션 (전/후)     | 맥퍼슨 스트럿/트레일링 암                   | 맥퍼슨 스트럿/트레일링 암                   |
| 구동 형식            | 전륜 구동                                   | 전륜 구동                                   |
| 연료                 | 가솔린                                      | 가솔린                                      |
| 배기량 (cc)          | 1,298                                       | 1,468                                       |
| 최고 출력 (ps/rpm)   | 77/5,500                                    | 87/5,500                                    |
| 최대 토크 (kg*m/rpm) | 11.0/3,500                                  | 12.5/3,500                                  |
| 연비 (km/ℓ)          |                                             | 15.37(수동 5단)                             |